# 猫丸

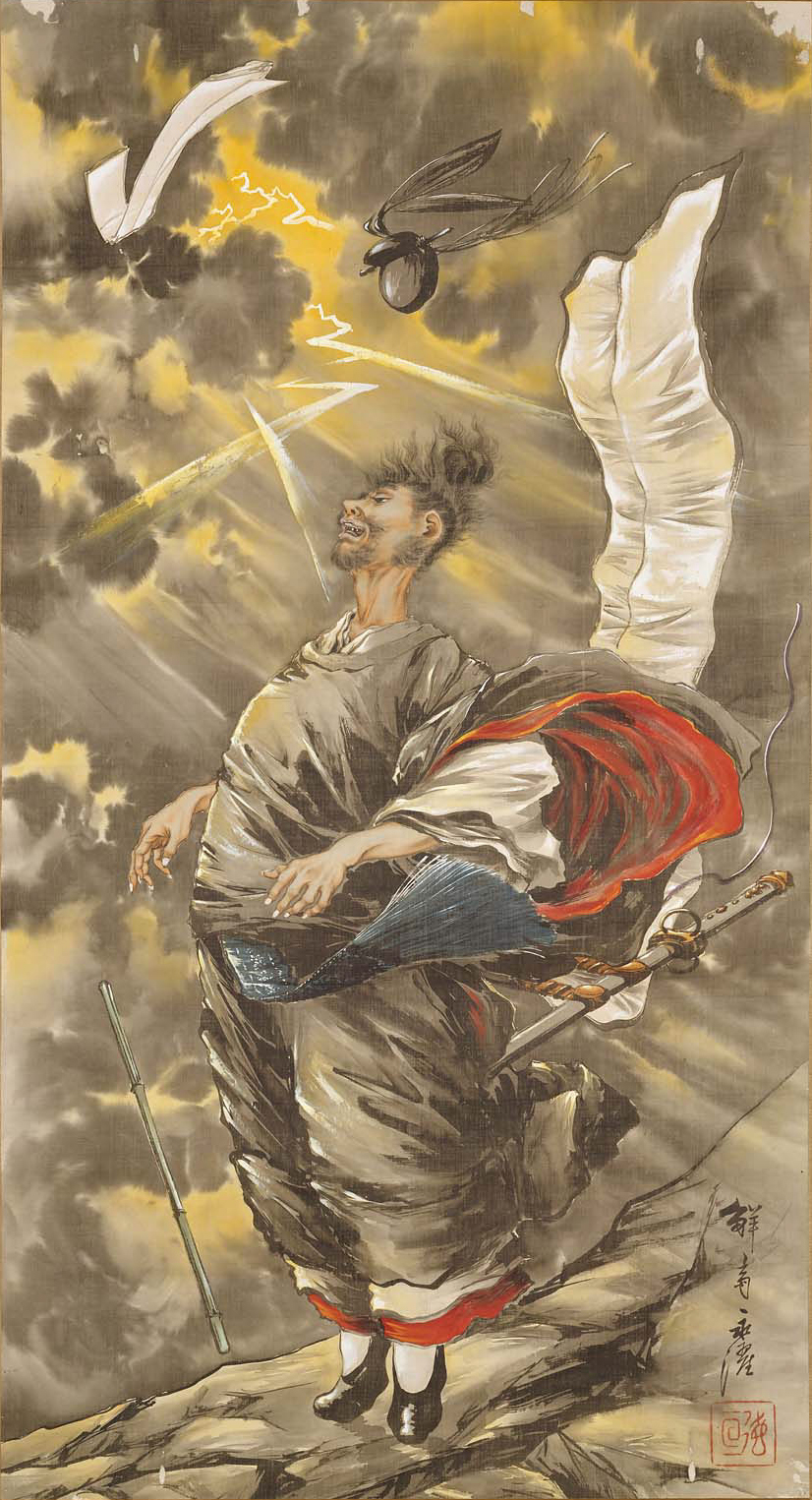
小林永濯『道真天拝山祈禱の図』（1880年ごろ）　伝説では太宰府左遷の前に太刀「猫丸」御作は完成しているため、このとき道真が佩いていた太刀は猫丸であると考えられる。

猫丸（ねこまる）は、天満大自在天神贈正一位太政大臣菅原朝臣道真公自らがその手で鍛え上げたとされる神刀。刀身に触れた猫の身体を真っ二つに斬った伝承からその名がある。

## 概要
江戸時代に知られていた逸話は以下の通りである。

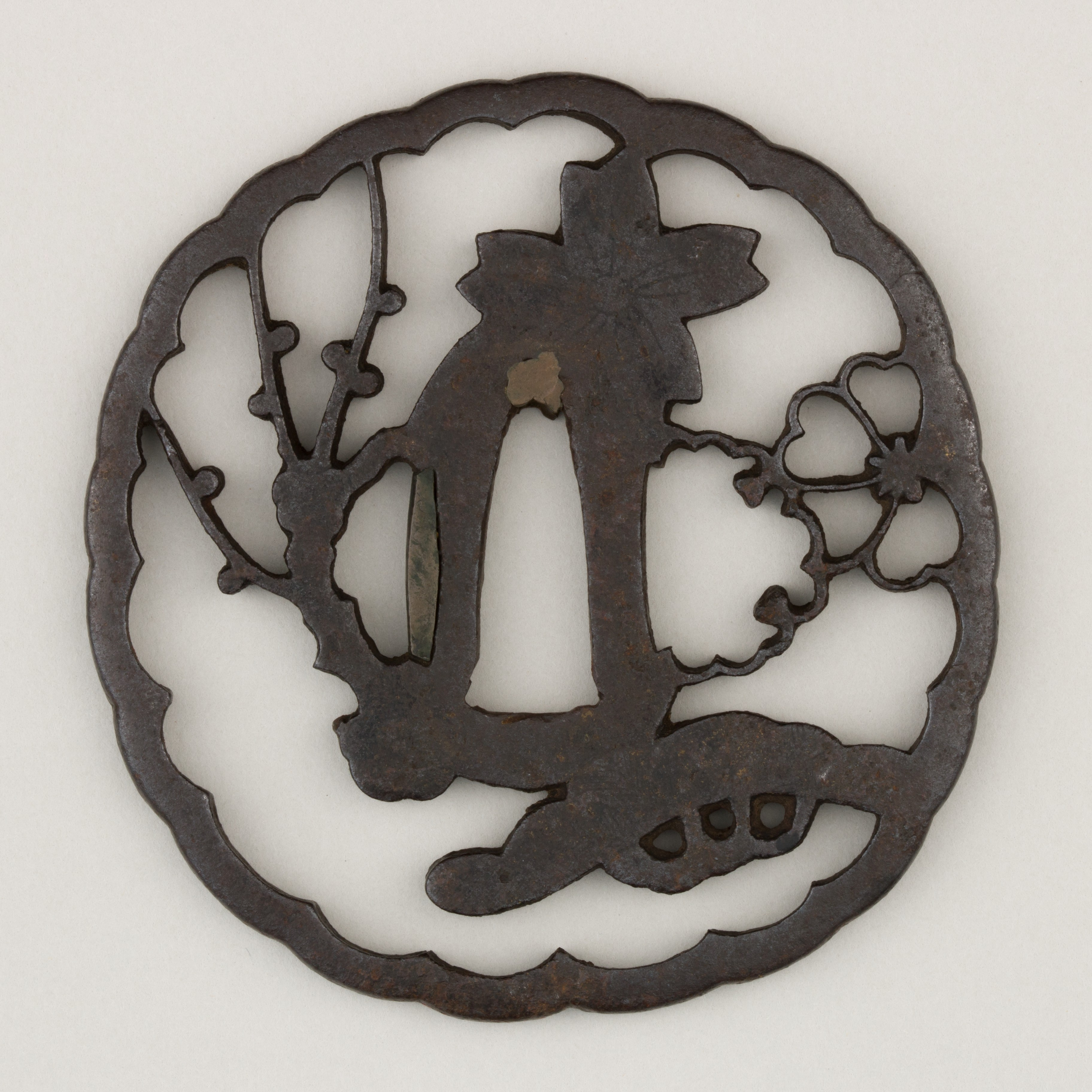
刀装具で梅松桜の図案は『菅原伝授手習鑑』に因み「菅原」と呼ぶ。この写真は菅原図透鐔。

「道明ともいう。国知れずとも」は、人臣たる道真であれば住居は京だろうが、神の道と仏の道を極めた渡唐天神の住居だから、神が集う出雲国、道真ゆかりの寺の道明寺、もしくは国知れずとしたものか。
あるいは同書の別のページには、国知れずの刀工として道明という人物が挙げられているので、その刀工が猫丸を作ったというのを指したものか（福永酔剣は千手院派の道明と解釈している）。
河内有氏は、河内有成であれば後白河法皇の佩刀「石切」もしくは「石切丸」、あるいは悪源太義平の同名の佩刀を作ったとされる刀工。
鎌田魚妙『本朝鍛冶考』（寛政8年（1796年））の「名剣作者記」は、古代の名工の一人に菅原道真を挙げ、太刀「猫丸」を作刀したのは寛平（889-898年）から昌泰（898-901年）の頃であるとしている（つまり、讃岐から帰京してから太宰府に左遷される直前まで）。
しかし、所詮は俗説であると一蹴している。
上記の説話について、福永酔剣は『古刀銘尽大全』以外にも『日本国中鍛冶銘文集』（永徳元年（1381年））、『文明十六年銘尽』（文明16年（1484年））、『長享目利書』（長享2年（1488年））等を参照しており、これらの菅原道真が作ったとか、猫を斬ったとかという伝説は南北朝時代から応仁の乱の頃には既にあったようである。
貴人自らが刀剣を打つ、という物語は後鳥羽上皇の菊御作が有名な他、『鍛冶名字考』（享徳元年（1452年））では応神天皇より二十数代にわたって天皇自らが作刀していたという伝承が載せられるなど、この時代の流行だった。また、走ってきた猫を斬ったという逸話も刀の切れ味にまつわる伝説の一種の類型で、足利将軍家の蔵刀のちに尾張徳川家重代の家宝になった「南泉一文字」（号は公案「南泉斬猫」に因む）にも同様の逸話があった。

## 小猫丸

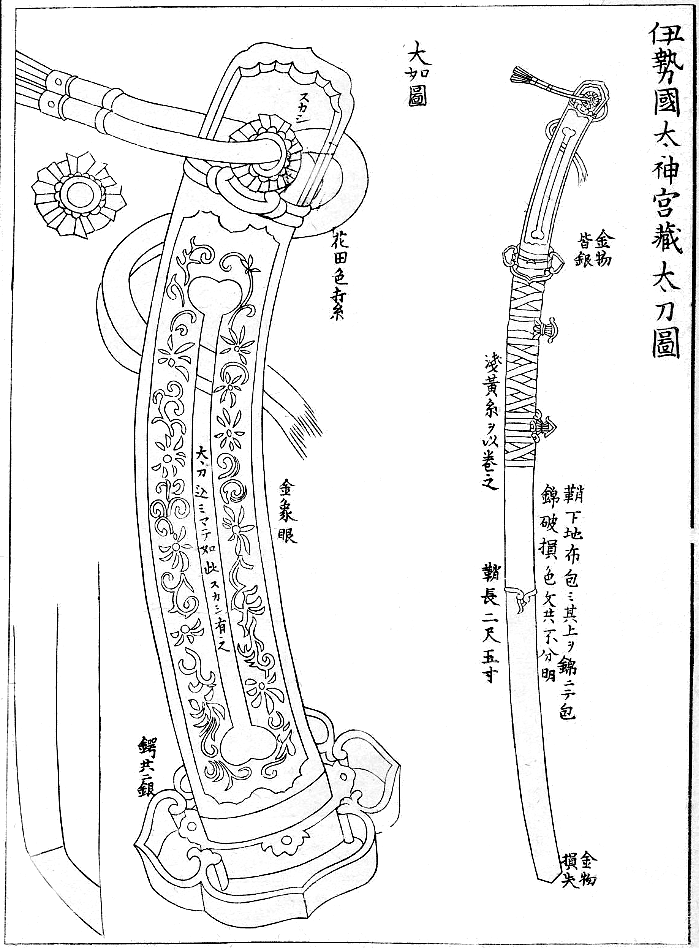
毛抜形太刀は道真の時代の衛府太刀（制式武器）

伝説よりも小さい猫丸、つまり猫丸の銘が中心に入った脇差が、北野天満宮に伝来している

。
これは明治5年に西京社人から奉納されたもの（おそらく幕末には天満宮の別当である松梅院の院家が所持していたもの）で、菖蒲造り、白鞘入り、厨子（左右扉に金蒔絵で「猫丸御剣」「御作」の銘）に安置され、さらに黒漆塗の印籠蓋箱（朱塗銘で蓋表に「猫丸御剣」、底裏に「西京社人中」）に入れられている。
この脇差も、太刀の猫丸と同様、道真が壁に立てかけておいたところに、ちょうど駆けてきた猫が当たってしまい、胴が真っ二つに斬れてしまったのだという
。
また、この脇差は道真の作刀ではなく守り刀とされている
。
福永酔剣は、幕末には松梅院に猫丸銘の道真の佩刀があったという話（『及瓜漫筆』）から考えて、刀の道真「佩刀」伝説が、民間に流れるうちにいつの間にか道真「作刀」伝説に誤伝されたのだろうとしている。
しかし、造りからは備後三原派の室町時代後期の作と言われ、
伝承では猫丸は太刀なのに脇差になっている点、南北朝期には既に猫丸伝説があったと思われるのにそれより新しい点、不審である。
また、「御作」「猫丸御剣」と厨子に銘が入れられていることから、民間だけではなく松梅院にも道真が刀工だったという伝承が伝わっていたと考えられる。
ただし、天満宮の展示でも、いつごろこのような伝承が発生したのか不明とされており、既にその委細は失われている。
なお、太宰府天満宮には菅原道真佩用と伝わる平安時代の毛抜形太刀「毛抜形太刀〈無銘/〉」（重要文化財）があり、時代や大きさとしてはむしろこちらの方が猫丸の伝説と一致する。

## ねこ丸

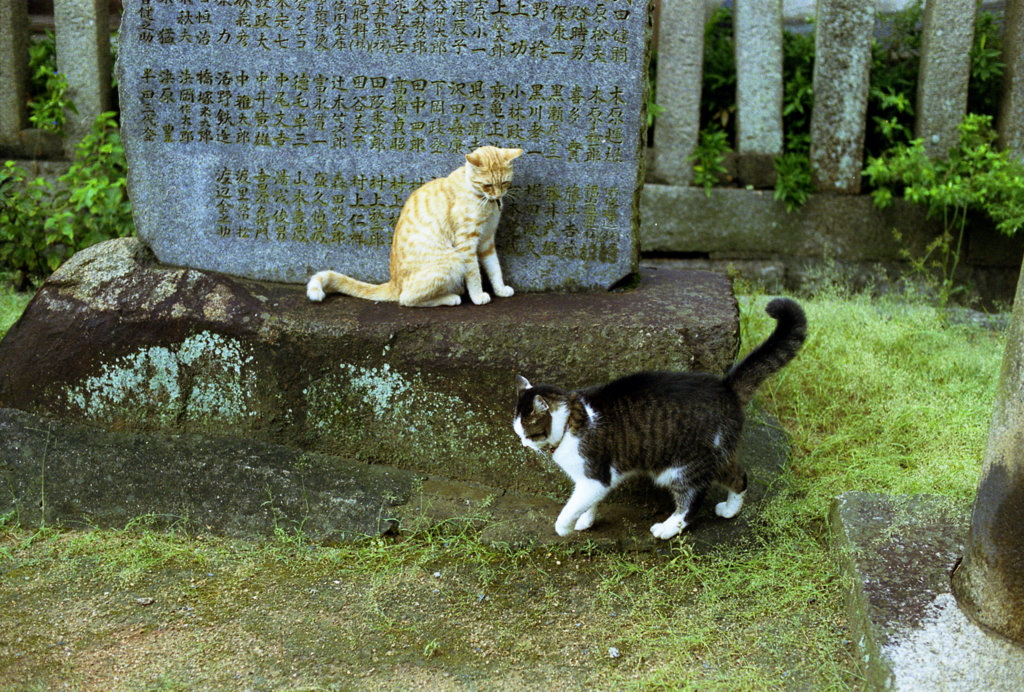
御袖天満宮と猫

現存最古の刀剣書の写本の一つである『龍造寺本銘尽』（観応2年（1351年）12月に書写）に「すけかん　ねこ丸」
、
および『観智院本銘尽』（応永30年（1423年）に書写）に「助包備前　ねこ丸　乍」という記載がある。
これらの箇所はおおよそ嘉暦（1326-1329年）ごろに書かれたものに由来すると思われ、鎌倉時代末期には既に助包の名物として「ねこ丸」という刀が有名であったことがわかる。
助包（すけかね）の名の刀工は、著名な者だけでも永延（987-989年）ごろの古備前派、承元（1207-1211年）ごろの福岡一文字派（大銘に切る）、弘安（1278-1288）ごろの福岡一文字派（小銘に切る）など多数いるが、ここでは古備前の助包。
また、『観智院本銘尽』の別の箇所では、助包について、「㧞丸を作主おきらふ」つまり「抜丸を作った。（助包の刀は）使い手を選ぶ」という。抜丸は普通「ぬけまる」と読み、一般的な説では大原真守作、平家および足利将軍家の重代の刀とされる。
助包は「ねこまる」と「ぬけまる」の両方を作ったか、または仮に同一説話の重複とすれば（『観智院本銘尽』は4種以上の原書が書写されていて重複が多い）、「ぬけまる」が「ねこまる」と誤って伝わった、あるいは逆に助包の「ねこまる」が真守の「ぬけまる」と混同された、等々が考えられる。いずれにせよ、総合すると、ねこ丸は主を嫌う（古語で「選り好みする」）らしい。また、『長享銘尽』（長享2年（1488年））では、「助包横丸　作」となっていて、「よこまる」と伝わっている。
ねこ丸がねこを斬ったかどうかは定かではない。